# Пахомий I Константинополски
Пахомий I Константинополски (на гръцки: Παχώμιος Α΄) е православен духовник, вселенски патриарх в началото на XVI век.

## Биография
Пахомий е от Зъхна и става зъхненски митрополит. След свалянето на патриарх Йоаким I Константинополски, влашките владетели подкрепят стария Нифонт II и след като той отказва насочват подкрепата си към Пахомий, който в началото на 1503 година е избран за вселенски патриарх. Първият му патриархат се сблъсква със съпротивата на привържениците на Йоаким и скоро Пахомий е свален, тъй като не успява да покрие финансовите нужди на Патриаршията.
В началото на 1504 година Йоаким се завръща на престола след като плаща на султана 3500 жълтици. Йоаким обаче скоро умира при пътуване във Влашко и през есента на 1504 година Пахомий, отново подкрепян от влашките владетели, се връща на престола, на който остава до смъртта си в началото на 1513 година. Второто му управление възлиза на 9 години – дълъг период на фона на управленията на патриарсите от XV век.
Основният проблем при патриархата на Пахомий е случаят с критския учен Арсений Апостолий. В 1506 римската курия назначава Арсений като епископ от източен обред в Монемвасия, която по това време е владение на Венецианската република. Арсений обявява, че е в единство и с Константинополската партриаршия и с Римската църква. Пахомий смята това за неприемливо и кани Арсений да подаде оставка. Проблемът продължава две години до юни 1509 година, когато Пахомий отлъчва Арсений, който се връща във Венеция.
През последната година от патриархата си Пахомий посещава Влашко и Молдова с цел събиране на пари. По пътя си обратно в Селимврия в началото на 1513 година Пахомий е отровен от Теодосий, монах на служба при него и умира веднага.